# Groningse trolleybus

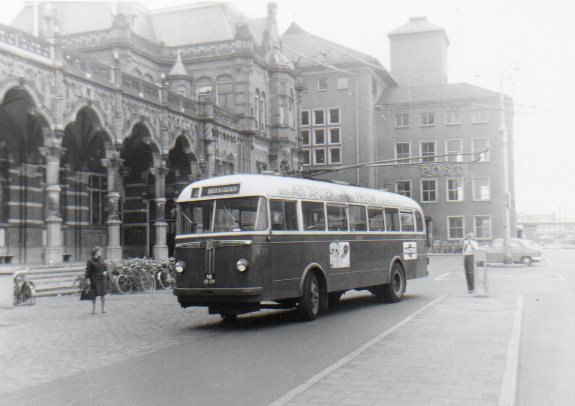
Trolleybus 109 (Kromhout/Verheul/Oerlikon, bouwjaar 1949) voor het Hoofdstation in Groningen; 15 augustus 1965. De chauffeur zet de ontspoorde trolleystangen weer tegen de draden.

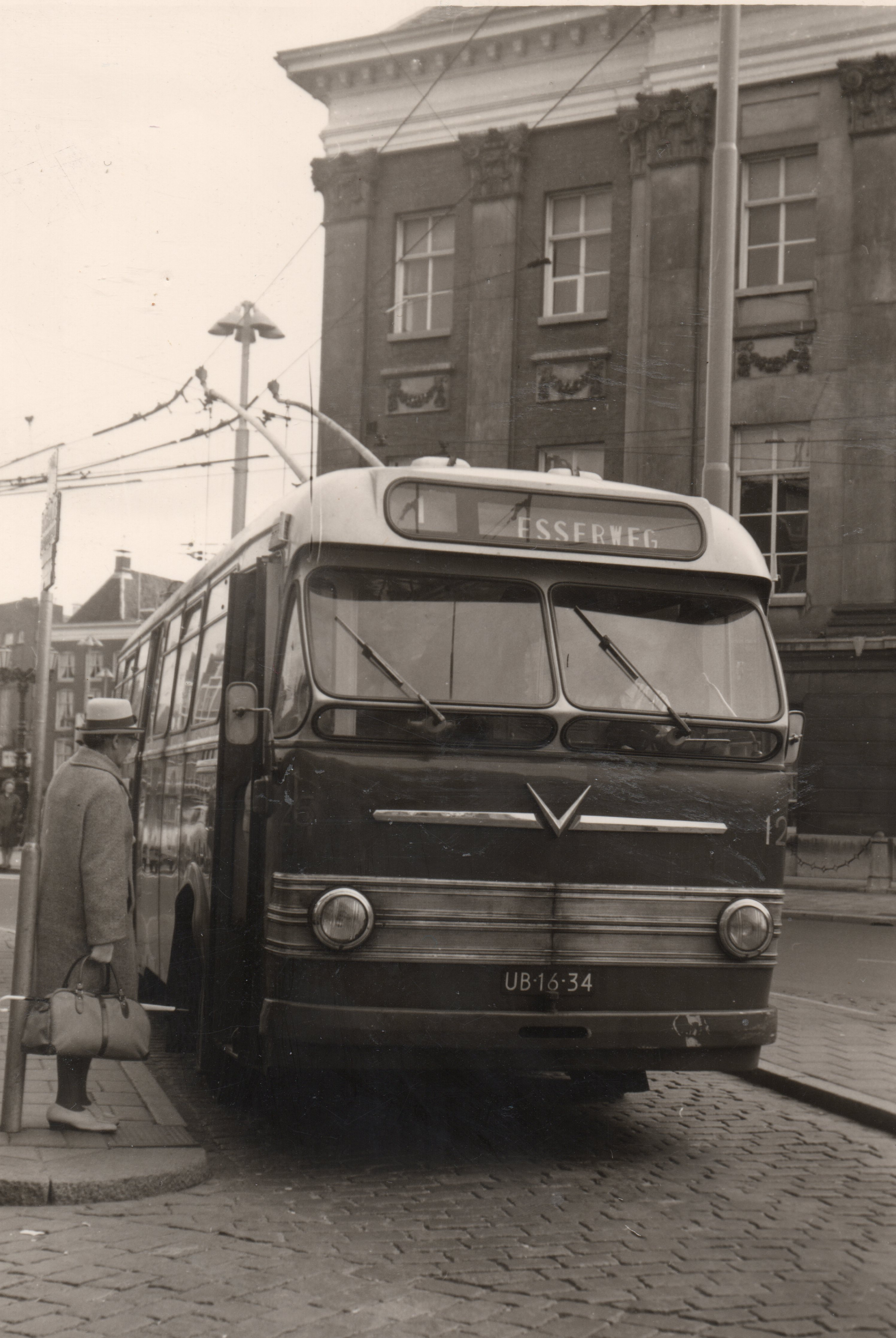
Trolleybus 125 (Verheul-Smit Slikkerveer bouwjaar 1960) op de Grote Markt NZ; 14 september 1965.

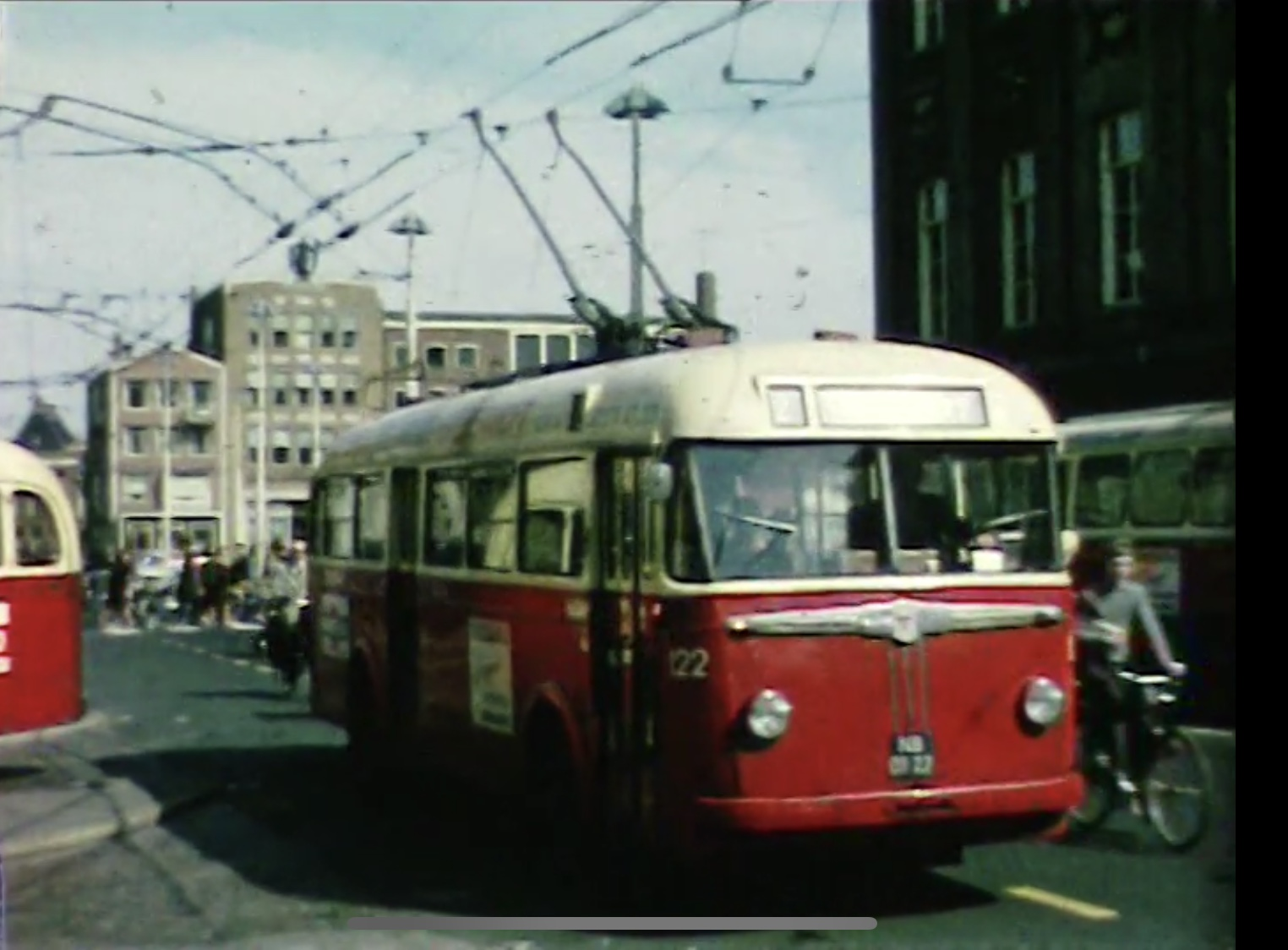
Trolleybus 122 (DAF/Verheul/Smit Slikkerveer, bouwjaar 1949), dienstdoend op lijn 2K, een van de tien laatst overgebleven exemplaren, arriveert in juni 1964 op z'n standplaats op de Grote Markt N.Z. Kort nadien werd de exploitatie op deze lijn overgenomen door dieselbussen.

De Groningse trolleybus was de eerste van zijn soort in Nederland.

## Geschiedenis
In Groningen ging de trolleybus op 27 juni 1927 op proef rijden op een deel van de route van de kort daarvoor opgeheven tramlijn 2 van de Gemeentetram Groningen tussen de Kraneweg en de Grote Markt. Daartoe waren in Engeland twee exemplaren aangeschaft. In 1928, na de aanschaf van nog vier trolley's, werd de inzet uitgebreid en gingen ze rijden tussen de Kraneweg en de Meeuwerderweg. Vanaf 12 januari 1950 vervingen nieuw aangeschafte trolleybussen ook de trams op de resterende tramlijnen 1 en 3 (opgeheven in december 1949).
De begin jaren zestig nieuwbenoemde directeur van het Gemeentelijk Vervoerbedrijf Groningen had weinig op met trolleybussen. Het bovenleidingnet was in Groningen nogal gecompliceerd. Het onderhoud van de trolleybussen had te wensen overgelaten. De speciale constructies bij de vele beweegbare bruggen maakten de zaak er niet beter op. Hoewel zijn voorganger in 1960 nog twee nieuwe exemplaren besteld had, kwam in de ochtend van 9 november 1965 een einde aan deze vorm van vervoer in Groningen en werden de tien nog aanwezige bussen naar de remise gesleept. Om 10.10 uur had een rijdende kraan per ongeluk de bovenleiding op het ingewikkelde kruispunt zuidelijk van de Herebrug vernield. Aangezien het einde van de trolleyexploitatie toch al voorzien was tegen eind november van dat jaar, besloot men niet meer tot reparatie over te gaan.  

## Lijnen
- Lijn 1 reed van de Grote Markt via Gelkingestraat – Zuiderdiep – Herestraat – Hereweg naar Helpman. Het eindpunt was aan de Esserweg waar een keerlus was aangelegd. Ook was er een keerlus op de Verlengde Hereweg, ter hoogte van de Moddermanlaan. Hiervan werd weinig gebruikgemaakt. Op de terugweg naar de Grote Markt liep de route in een rechte lijn; het laatste stuk van de Herestraat was destijds nog opengesteld voor verkeer. De drukste dagen van lijn 1 waren de zondagen waarop Be Quick thuis speelde. Het eindpunt aan de Esserweg lag op loopafstand van Stadion Esserberg.
- Lijn 2, de oudste lijn, reed sedert 1950 van Kostverloren via Kraneweg – Westersingel – Brugstraat – A-Kerkhof – Vismarkt naar de Grote Markt. Aan de noordzijde van de Grote Markt lag het centrale overstappunt voor alle stadsbuslijnen, autobus en trolleybus. Vanaf de Grote Markt reed lijn 2 door via de Oosterstraat en de Rademarkt naar de Oosterpoort. Hier maakte deze lijn een lus door de Oosterpoort, via Oosterweg en de Frederikstraat naar de Meeuwerderweg. In de jaren voor en tijdens de Tweede Wereldoorlog ging de route na de Frederikstraat rechtsaf naar het eindpunt bij de Meeuwerderbaan, alwaar een keerlus was. Na de oorlog en het invoeren van het algehele trolleyvervoer, verviel de route naar de Meeuwerderbaan. Via de Meeuwerderweg en het veemarktterrein, kwam de lijn weer uit bij de Rademarkt om via de Oosterstraat terug te keren op de Grote Markt.
- Lijn 3 reed vanaf het Noorderstation door de Noorderstationstraat, de Nieuwe en de Oude Ebbingestraat naar de Grote Markt. Vanaf de Grote Markt volgde lijn 3 dezelfde route als lijn 1 tot de Herebrug. Na de brug sloeg lijn 3 rechtsaf naar het Hoofdstation, waar een keerlus was. Op de terugweg naar de Grote Markt reed ook lijn 3 door de Herestraat.

## De trolleybussen
Het Gemeentelijk Vervoerbedrijf Groningen (GVG), dat tot 1956 Gemeentetram Groningen (GTG) heette, heeft in totaal 26 trolleybussen in dienst gehad. De zes hoekig uitziende trolleybussen 1 t/m 6 van het Britse merk AEC / Bull (waarvan de 3 t/m 6 een Woest carrosserie hadden gekregen) die vanaf 1927 en 1928 op lijn 2 werden ingezet, kregen in 1951 een nieuwe carrosserie van Verheul. Onder de nummers 101 t/m 106 bleven ze tot in de zomer van 1958 op lijn 2 rijden. Hun nieuwe, meer afgeronde model was analoog aan dat van de 18 langere trolleybussen die in 1949-1950, ook bij Verheul, waren aangeschaft voor de lijnen 1 en 3. Hiervan waren 10 stuks (107 t/m 116) gebouwd op een Kromhout-chassis en voorzien van elektrische installaties van OC Oerlikon (Zwitserland) die in de Tweede Wereldoorlog gekocht waren door de RET (Rotterdam). Ze waren bestemd geweest voor een trolleybuslijn die door de Maastunnel had moeten lopen, maar nooit in gebruik kwam. De uiterlijk vrijwel identieke 117 t/m 124 hadden een DAF-chassis en een elektrische uitrusting van Smit Slikkerveer. Ze onderscheidden zich door een wit stuur, iets andere sleepschoenen bovenaan de stroomafnemers en door het feit dat ze lager op de wielen lagen. Bovendien waren ze soepeler geveerd. Van dit laatste type heeft de GTG in 1949 eerst een demonstratiebus van Verheul op bezoek gehad. In 1960 volgden nog de twee trolleybussen 125 en 126 van een moderner Verheul-model. Door de opheffing van het trolleynet in 1965 hebben zij slechts vijf jaar dienstgedaan.